# Abdelkader Ikkal
Abdelkader Ikkal (arab. عبدالقادر اكال ;ur. 16 grudnia 2000) – algierski zapaśnik walczący w stylu wolnym. Wicemistrz igrzysk afrykańskich w 2023, igrzysk panarabskich w 2023, a także mistrzostw arabskich w 2023. Złoty medalista mistrzostw Afryki w 2025, srebrny w 2022 i brązowy w 2023. Zajął piąte miejsce na igrzyskach śródziemnomorskich w 2022. Wygrał mistrzostwa Afryki juniorów w 2019 i 2020 roku.